# Jaroslav Foldyna
Jaroslav Foldyna (* 26. června 1960 Česká Lípa) je český politik, v letech 2018 až 2019 místopředseda České strany sociálně demokratické, od roku 2010 poslanec Poslanecké sněmovny PČR, v letech 2000 až 2012 a opět od roku 2016 zastupitel Ústeckého kraje (z toho v letech 2016 až 2018 náměstek hejtmana), v letech 2003 až 2018 a znovu od roku 2022 zastupitel města Děčín (v letech 2022 až 2023 také náměstek primátora). V závěru února 2020 vystoupil z ČSSD, v dubnu téhož roku se stal členem poslaneckého klubu SPD a v září 2020 do hnutí vstoupil.

## Vzdělání a rodina
V roce 1978 se vyučil v oboru lodní mechanik, roku 1987 složil státní zkoušku kapitána vnitrozemské plavby a státní zkoušku mezinárodní palubní radiooperátor. V roce 2000 vykonal maturitní zkoušku „veřejnoprávní ochrana“. V roce 2006 byl studentem Prešovské univerzity – obor pravoslavná teologie.
Je ženatý, s manželkou Blankou Foldynovou má dceru Natálii. Z prvního manželství má syna Jaroslava (1983) a dceru Kláru (1987).

## Profesní kariéra
V letech 1978–1991 byl zaměstnán u Československé plavby labsko-oderské, kde prošel všemi funkcemi palubních posádek, až po kapitána II. třídy a přístavního kormidelníka v přístavu Děčín a Hamburk. V letech 1991–1994 byl pracovníkem Celní správy a Městské policie Děčín. V letech 1994–1996 byl soukromým podnikatelem. Od roku 2014 byl členem správní rady Správy železniční dopravní cesty.

## Politická kariéra
V letech 1987–1989 byl Jaroslav Foldyna kandidátem na členství v Komunistické straně Československa, členem se již nestal vzhledem k událostem sametové revoluce v roce 1989. Od prosince 1989 byl členem České strany sociálně demokratické. V letech 1996–2000 působil jako asistent poslance PSP ČR Vladimíra Laštůvky a senátora Egona Lánského. V roce 2000 byl zvolen do zastupitelstva Ústeckého kraje, následně byl zvolen statutárním náměstkem hejtmana, do jehož kompetence patřily hospodářství a živnostenské podnikání, doprava, dopravní infrastruktura a životní prostředí. V letech 2003–2018 byl i zastupitelem města Děčín. V roce 2004 byl opětovně zvolen zastupitelem Ústeckého kraje a působil jako člen Komise rady Ústeckého kraje pro dopravu. V roce 2005 a 2006 byl poradcem předsedy Hospodářského výboru PSP ČR Josefa Hojdara. V krajských volbách 17.–18. října 2008 byl volebním lídrem ČSSD v Ústeckém kraji, hejtmanem Ústeckého kraje však později zvolen nebyl. V roce 2010 se stal poslancem Parlamentu ČR za Ústecký kraj.

### Vývoj po krajských volbách 2008
V krajských volbách v říjnu 2008 kandidoval Foldyna na hejtmana Ústeckého kraje za ČSSD. Ve volbách obdržel největší počet preferenčních hlasů ze všech kandidátů v Ústeckém kraji, téměř deset tisíc. Zanedlouho po volbách však nebyl zvolen do vyjednávacího týmu ČSSD. Byť byl na základě odporu veřejnosti a přímluvy Jiřího Paroubka do vyjednávacího týmu dodatečně zvolen jako poradce, ihned poté se začalo spekulovat o tom, že se ve skutečnosti hejtmanem vůbec nestane. Vyjednávání o krajské radě se neslo v duchu koalice ČSSD s ODS a Mirko Bernasem, který odešel z hnutí Severočeši.cz, za nějž byl zvolen – Foldyna ovšem toto uspořádání kritizoval, představoval si menšinovou vládu ČSSD a velmi nelibě se stavěl k Bernasovi. 26. listopadu 2008, před prvním zasedáním nově zvoleného krajského zastupitelstva, ČSSD hlasovala o tom, koho nominuje na hejtmana – zvolena byla Jana Vaňhová. Tu na samotném zasedání krajského zastupitelstva na hejtmanském postu poté odsouhlasili i zastupitelé – pro Vaňhovou se jich vyslovilo čtyřicet, pro Foldynu, jehož nominovala členka ČSSD Olga Hřebičková, pouze dvanáct. Foldyna nebyl zvolen ani náměstkem hejtmana či radním, pouze předsedou zahraničního výboru zastupitelstva.

### Poslanec a místopředseda ČSSD
Ve volbách do Poslanecké sněmovny PČR v roce 2013 kandidoval v Ústeckém kraji jako lídr ČSSD a byl zvolen. V komunálních volbách v roce 2014 obhájil za ČSSD post zastupitele města Děčína. Na 38. sjezdu ČSSD v březnu 2015 kandidoval na místopředsedu strany, ale neuspěl, získal pouze 236 hlasů.
V krajských volbách v roce 2016 byl lídrem kandidátky ČSSD v Ústeckém kraji a stal se zastupitelem, na ustavující schůzi zastupitelstva byl zvolen neuvolněným náměstkem hejtmana. Ve volbách do Poslanecké sněmovny PČR v roce 2017 byl lídrem ČSSD v Ústeckém kraji. Získal 2 391 preferenčních hlasů a obhájil tak mandát poslance. V komunálních volbách v roce 2018 neúspěšně kandidoval za ČSSD do zastupitelstva města Děčín. Kandidoval sice na 2. místě kandidátní listiny, ale mandát zastupitele nezískal. Strana totiž obdržela celkem jen 5,96 % hlasů, samotný Foldyna získal 1 137 hlasů. Na konci roku 2018 také rezignoval na post náměstka hejtmana Ústeckého kraje.
Na sjezdu ČSSD v Hradci Králové byl dne 7. dubna 2018 zvolen místopředsedou strany. Kvůli volebnímu debaklu v komunálních volbách však 7. října 2018 oznámil rezignaci na tuto funkci. Prezident Miloš Zeman to označil za zbabělost. Následující den Foldyna pro Český rozhlas řekl, že si svůj konec ve vedení ČSSD ještě rozmýšlí. Pozici místopředsedy strany nakonec zastával až do dalšího sjezdu ČSSD v březnu 2019.
Foldyna patří mezi příznivce Nočních vlků, ruského motorkářského klubu podporujícího prezidenta Vladimira Putina. V květnu 2018 uctil společně s nimi na Olšanských hřbitovech památku sovětských vojáků padlých za druhé světové války. ČSSD se od Foldynovy účasti na akci distancovala. Předseda strany Jan Hamáček ho dokonce kritizoval za jeho chování při následné potyčce s odpůrci Nočních vlků.
V září 2019 jednalo předsednictvo ČSSD o vyloučení Foldyny a Miroslava Andrta ze strany, ale nakonec pro vyloučení nehlasoval dostatečný počet členů.
V únoru 2020 pronesl Foldyna ve sněmovně během rozpravy k volbě nového veřejného ochránce práv: „Dozvěděl jsem se, že Šimon Pánek, představitel organizace Člověk v tísni, která údajně pomáhá lidem, posílá předsedům politických stran esemesky, ve kterých jim jaksi dává najevo, v podstatě jim vyhrožuje, že budou mít problémy, když budou volit Stanislava Křečka.“ Žádné důkazy však nepředložil. Představitelé ČSSD jej za výrok kritizovali a vyzvali k omluvě. Foldyna se však neomluvil. Naopak uvedl, že plánuje ze strany vystoupit, když neodejdou její místopředsedové Tomáš Petříček a Jana Maláčová. Ty označil za „představitele liberální a neomarxistické sociální demokracie, která táhne stranu ke dnu“. Hnutí Trikolóra následně odmítlo spekulaci, že by Foldyna přestoupil do jeho řad.

### Člen SPD
Na konci února 2020 Foldyna z ČSSD vystoupil. V březnu téhož roku oznámil, že hodlá kandidovat za hnutí Svoboda a přímá demokracie (SPD) v nadcházejících krajských volbách a počátkem dubna ohlásil vstup do poslaneckého klubu SPD. Na konci září se stal členem hnutí SPD. V krajských volbách v říjnu 2020 skutečně post zastupitele Ústeckého kraje obhájil, když kandidoval za SPD. Na kandidátce původně figuroval na 3. místě, nakonec ale vlivem 3 753 preferenčních hlasů (tj. 20,99 % z celé kandidátky) skončil první.
Ve volbách do Poslanecké sněmovny PČR v roce 2021 byl lídrem SPD v Ústeckém kraji. Získal 5 575 preferenčních hlasů a byl opět zvolen poslancem.
V komunálních volbách v roce 2022 kandidoval do zastupitelstva Děčína jako lídr kandidátky SPD. Mandát zastupitele města se mu podařilo získat. Dne 24. října 2022 byl zvolen náměstkem primátora města pro legislativu a spolupráci se zákonodárnými orgány státu. Po rozpadu koalice hnutí ANO a SPD však na post náměstka primátora v květnu 2023 rezignoval.
V krajských volbách v roce 2024 obhájil jako lídr kandidátní listiny SPD mandát zastupitele Ústeckého kraje.
Ve volbách do Poslanecké sněmovny Parlamentu ČR v roce 2025 je z pozice člena hnutí SPD lídrem společné kandidátky SPD, Trikolory, Svobodných a PRO v Ústeckém kraji.

## Ostatní aktivity
Jaroslav Foldyna byl členem kontroverzního pravoslavného bratrstva Řádu svatého Konstantina (a Heleny), které má sídlo v Teplicích. Z organizace byl 15. srpna 2016 vyloučen. Je příznivcem kontroverzních ruských motorkářů Noční vlci, kteří na oslavu vítězství Sovětského svazu nad nacistickým Německem pořádají každý rok v květnu jízdy po Evropě. Podle Foldyny se nacistické Německo snažilo zlikvidovat Slovany, kterých během druhé světové války zahynulo na 30 milionů, a on se snaží takto vyjádřit svůj vděk těm, kteří Čechy osvobodili.

### Aféra v Aréně Jaromíra Soukupa
Dne 6. května 2020 se Jaroslav Foldyna spolu s Leem Luzarem, pražským primátorem Zdeňkem Hřibem a starostou Řeporyjí Pavlem Novotným zúčastnil debaty v pořadu Aréna Jaromíra Soukupa na TV Barrandov. Došlo k ostrému vyhrocení debaty mezi Foldynou a Novotným, Novotný mj. označil Foldynu za „koště“, což vzbudilo značnou pozornost médií i veřejnosti. Foldyna Novotnému za jeho „poznámky“ vyhrožoval napadením.

## Politické postoje
V říjnu 2014 kritizoval tureckou politiku vůči Kurdům, kteří nesli hlavní tíhu boje proti Islámskému státu, a také mlčení NATO k perzekuci Kurdů ze strany Turecka, přestože je Turecko členským státem NATO. Foldyna jako člen zahraničního výboru Poslanecké sněmovny odsoudil politické čistky v Turecku, které zahájila turecká vláda po neúspěšném pokusu o vojenský převrat 15. července 2016. Podle Foldyny Turecko ohrožuje evropské státy svými hrozbami, že otevře turecké hranice pro uprchlíky mířící do Evropy, a touto situací a také masovým zatýkáním tisíců lidí v Turecku by se mělo zabývat NATO.
V rozhovoru pro Radiožurnál prohlásil, že k destabilizaci Blízkého východu a k následné evropské migrační krizi přispěly války, které vedly Spojené státy americké a některé silné státy Evropské unie na Blízkém východě, například válka v Iráku nebo vojenská intervence NATO v Libyi.
V roce 2004 se umístil na třetím místě v soutěži Zelená perla, kterou organizuje sdružení Děti Země, za svůj výrok: „Nebojím se tvrdit, že jsou ekologové přímo zodpovědní za všechno špatné, co se děje na našich silnicích.“
Foldyna se v roce 2008 vyjádřil za prolomení limitů těžby hnědého uhlí v severních Čechách. Nejprve se pro prolomení vládou garantovaných limitů vyslovil na předvolebním fóru kandidátů, později i po volbách. Proti jeho výrokům následně protestovaly organizace Greenpeace a Kořeny transparenty s nápisy „Foldyna – lhář, který chce zbourat Horní Jiřetín“.
Po jednostranném vyhlášení nezávislosti Kosova se zúčastnil Foldyna série menších demonstrací proti uznání nezávislosti této jihosrbské provincie, organizovaných petičním výborem „sedm statečných“. Demonstrace podpořili někteří další politici, například Jan Kavan, Daniel Solis ze Strany zelených nebo Václav Dvořák (autor filmu Uloupené Kosovo), prof. Rajko Doleček a další. Stal se spoluzakladatelem a prvním a poté čestným předsedou občanského sdružení Přátelé Srbů na Kosovu. Jaroslav Foldyna je po matce Srb.
Během své návštěvy Kosova v roce 2008 prohlásil: „Srbům naše vláda ublížila, ale dostáváme od nich chleba, spíme u nich. Teď jsme přijeli do Kosovské Mitrovice, místní Srbové vědí, že jsme Češi, že naše vláda uznala samostatnost Kosova, ale říkají, že vláda není národ a že to vnímají.“